# Pekao Towarzystwo Funduszy Inwestycyjnych
Pekao Towarzystwo Funduszy Inwestycyjnych S.A. – spółka z siedzibą w Warszawie prowadząca fundusze inwestycyjne w Polsce działające od 1992.

## Działalność
Jest najdłużej działającym towarzystwem funduszy inwestycyjnych w Polsce. Zarządza aktywami o wartości ponad 36 mld zł, a ich udział w rynku wynosi 8% (dane na koniec czerwca 2025 r.). Posiada w ofercie fundusze inwestycyjne i oparte na nich programy oszczędnościowe, w tym także programy oferujące możliwość dodatkowego oszczędzania na emeryturę w ramach trzeciego filaru emerytalnego, a także pracownicze plany kapitałowe (PPK). Współpracuje z jednym z największych banków w Polsce – Bankiem Pekao S.A., który pełni rolę głównego dystrybutora oraz depozytariusza funduszy.
Liczba funduszy (otwartych): 5, w tym 4 z wydzielonymi subfunduszami (‘parasolowe’). Łącznie działa około 50 funduszy i subfunduszy zarządzanych przez to TFI, w tym fundusz zdefiniowanej daty z wydzielonymi subfunduszami (PPK).

## Powstanie
W roku 1992 amerykańska spółka (Pioneer Investments Management), zarządzająca w USA (od 1928 r.) funduszami inwestycyjnymi założyła w Polsce spółkę Pioneer Pierwsze Polskie Towarzystwo Funduszy Powierniczych SA. Spółka uruchomiła w lipcu 1992 r. pierwszy w Polsce fundusz powierniczy: Pioneer Pierwszy Polski Fundusz Powierniczy. Fundusz zmieniał nazwę i formę prawną jednak działa nieprzerwanie do chwili obecnej (przy czym od 2010 r. jako subfundusz Pioneer Zrównoważony – subfundusz wydzielony w funduszu Pioneer Fundusz Inwestycyjny Otwarty).
W 2001 Pioneer TFI (wcześniej Pioneer Pierwsze Polskie Towarzystwo Funduszy Powierniczych) w ramach zmian własnościowych uległo połączeniu (jako spółka przejmowana) z Pekao TFI (działającym w Polsce od 1996). W chwili łączenia spółek w ofercie tych dwóch towarzystw było 9 funduszy inwestycyjnych (5 funduszy Pioneer i 4 Eurofundusze). Połączenie (lata 2000–2001) było skutkiem przejęcia amerykańskiej grupy kapitałowej Pioneer Group przez włoski bank Unicredito Italiano i odpowiednich zmian własnościowych w Polsce (Pekao TFI SA było własnością Banku Pekao SA, też z grupy UCI).
Pionierzy (w ówczesnym Pioneer): William Smith Jr – kierował przedsięwzięciem od 1992, Krzysztof A. Sikorski – pierwszy zarządzający, Bob Sass – kierujący dystrybucją funduszu, Zbigniew Czumaj – prokurent spółki, osoba kierująca wyliczeniami wartości funduszy Pioneer od początku ich istnienia (kieruje w Pioneer Pekao TFI SA pionem wycen i operacji funduszy do dziś), Bolesław Meluch (i Tomasz Orlik) – współtworzyli ramy działania ze strony Banku Pekao SA (w tym działanie banku w roli depozytariusza funduszy), kierując następnie działalnością agenta transferowego, Krystyna Kisiel – koordynowała obsługę uczestników, z czasem jako szefowa agenta transferowego.
Prezesi ówczesnego Pioneera w Polsce: William Smith, Jr, Alicja Malecka, Philip White, Marek Żytniewski, Daniel Kingsbury, Zbigniew Jagiełło, Krzysztof Lewandowski.
Znaczna część osób kierujących różnymi działaniami funduszy inwestycyjnych oraz innych instytucji finansowych (towarzystwa funduszy inwestycyjnych, towarzystwa funduszy emerytalnych, ubezpieczyciele, banki) lub kapitałowych przez jakiś czas pracowała w Pioneerze.

## Pekao TFI dziś
Pekao TFI wspieramy w inwestowaniu ponad 520 tys. klientów i zarządza aktywami ponad 36 mld zł (stan na 30.06.2025). 
Działalność Pekao TFI była wielokrotnie wyróżniana, czego dowodem jest ponad 70 nagród. Pekao TFI otrzymało statuetkę „Byki i Niedźwiedzie” Gazety Parkiet dla „TFI Roku” za wyniki w 2024 r. oraz nagrodę „Alfa 2024” Analiz Online dla „Najlepszego TFI”. Pekao PPK SFIO został uhonorowany „Złotym Portfelem” w kategorii „Najlepszy fundusz PPK”, prestiżową nagrodą przyznawaną przez Gazetę Giełdy i Inwestorów „Parkiet” za wyniki w 2023 r. Towarzystwo otrzymało również nagrodę Alfa 2023 Analiz Online w kategorii „Najlepsze fundusze PPK" za 2023 r.
W lutym 2018 r. Pioneer Pekao Towarzystwo Funduszy Inwestycyjnych S.A. zmieniło nazwę na: Pekao Towarzystwo Funduszy Inwestycyjnych S.A. (w skrócie: Pekao TFI S.A.). Zmianie uległy również nazwy funduszy inwestycyjnych zarządzanych przez Pekao TFI S.A.
Obecnie – zgodnie z tendencją rynkową – towarzystwo w Polsce jest częścią grupy Banku Pekao S.A., w której wyodrębnione są spółki celowo-zadaniowe:
- Towarzystwo funduszy inwestycyjnych (Pekao Towarzystwo Funduszy Inwestycyjnych S.A.) – spółka, według polskiego prawa będąca organem każdego z zarządzanych przez siebie funduszy;
- agent obsługujący uczestników i prowadzący rejestr ('agent transferowy') (Pekao Financial Services Sp. z o.o.)[11].

Ponadto fundusze i uczestnicy obsługiwani są przez:
- podmioty świadczące usługi dystrybucyjne (banki, domy maklerskie, firmy doradztwa finansowego – wymienione obligatoryjnie w prospekcie informacyjnym każdego z funduszy);
- bank depozytariusz – świadczącego usługę przechowywania aktywów oraz weryfikacji prawidłowości ustalania wartości jednostek uczestnictwa (w zakresie określonym w ustawie);
- niezależnego biegłego rewidenta (wybieranego przez walne zgromadzenie towarzystwa)

Dla funduszy Pekao depozytariuszem jest Bank Pekao SA. Bank Pekao SA pełni także rolę podstawowego dystrybutora (pośredniczącego w zbywaniu) jednostek uczestnictwa funduszy. Fundusze inwestycyjne Pekao są również dystrybuowane m.in. przez Biuro Maklerskie Pekao oraz Dom Inwestycyjny Xelion Sp. z o.o.

## Historia, statystyki
Z historii poza Polską:
1928 – założenie w USA funduszu powierniczego Pioneer (13.02.1928) – założyciel: Philip Carret Fidelity Mutual Trust – 3. najstarszego fundusz w USA (dziś: Pioneer Fund) – szczycącego się [do 31.12.2010 r.] wzrostem wartości jednostki o 1 043 985.15%.
1951 – przekroczenie pułapu inwestycji – 1 mln dolarów USA (500 uczestników),
1967 – wejście Pioneer na rynek włoski,
1969 – wejście Pioneer na rynek niemiecki,
2000 – przejęcie przez UniCredito Italiano Group (drugą, co do wielkości, włoską grupę bankową), połączenie z firmą zarządzania aktywami UCI: Europlus,
2002 – przejęcie brytyjskiego zarządzającego funduszami hedgingowymi Momentum,
2003 – wejście na rynek Bułgarii,
2006 – przejęcie przez UCI niemieckiego banku HVB (HypoVereinsbank), czego konsekwencją było połączenie firmy zarządzającej portfelami z portfolio managerem Activest
2010 – informacje ze strony UCI o możliwości połączenia PGAM z innymi porfolio managerami. Z planu zrezygnowano w 2011 roku, na rzecz ‘rozwoju organicznego’, jednakże w listopadzie 2011 znacznie pogorszyła się sytuacja UCI, co może znaleźć w przyszłości odbicie w sytuacji Pioneera.
Z historii w Polsce:
1992 – wejście Pioneer na rynek Polski: pierwszy fundusz 'Pioneer Pierwszy Polski Fundusz Powierniczy’ (działa do dziś pod nazwą: Pekao Zrównoważony [poprzednio Pioneer Zrównoważony] – subfundusz w Pekao Fundusz Inwestycyjny Otwarty), wartość aktywów netto na koniec 1992: 19,93 mld PLZ (wartość na rok 2017 [po denominacji i uwzględnieniu inflacji]: ca. 11,9 mln PLN).
1995 – powstanie drugiego i trzeciego funduszu Pioneer (oba działają do dziś pod nazwami Pioneer Obligacji Plus i Pioneer Akcji
Polskich – subfundusze w Pioneer Funduszu Inwestycyjnym Otwartym).
1996 i 1997 – powstanie 4 funduszy ‘Pekao Alliance’ (później ‘Eurofundusze’ – do dziś działa jeden pod nazwą: Pioneer
Stabilnego Wzrostu – subfundusz w Pioneer FIO).
1999 – wprowadzenie do oferty Pracowniczego Programu Emerytalnego.
2001 – połączenie Pioneer TFI S.A. z Pekao TFI S.A.(działającym w Polsce od 1996 roku), zmiana nazwy na Pioneer Pekao Towarzystwo Funduszy Inwestycyjnych S.A.
2003 – uruchomienie Programu Akumulacji Kapitału.
2004 – pierwsze operacje łączenia funduszy, wprowadzenie do oferty Programu Pioneer Indywidualne Konta Emerytalne.
2005 – dwa nowe programy w ofercie: PAK Pro oraz PAK Junior, 20 funduszy w ofercie.
2006 – powstanie pierwszego funduszu parasolowego z wydzielonymi subfunduszami – Pioneer Funduszy Globalnych SFIO.
2008 – powstanie funduszu z wydzielonymi subfunduszami Pioneer FIO (powstaje z przekształcenia istniejących 4 samodzielnych funduszy).
2010 – uruchomienie 3 funduszy + 1 subfunduszu. Przekształcenie 8 samodzielnych funduszy w subfundusze wydzielone w Pioneer FIO i połączenie 3 par subfunduszy (4 kwartał) w Pioneer FIO (przejmowane: Mix40, Mix60 i Obligacji)
2011 – uruchomienie 3 nowych funduszy, przy 2 połączeniach (fundusz oraz subfundusz zostały przejęte przez inne).
2017 – zamknięcie transakcji sprzedaży przez UniCredit S.p.A. (następcę prawnego Pioneer Global Asset Management S.p.A.) 51% akcji Pioneer Pekao Investment Management S.A. – jedynego akcjonariusza Pioneer Pekao Towarzystwo Funduszy Inwestycyjnych S.A.  W efekcie Bank Pekao stał się akcjonariuszem posiadającym 100% akcji Pioneer Pekao Investment Management S.A. oraz pośrednio udział 100% w ogólnej liczby głosów na walnym zgromadzeniu Pioneer Pekao Towarzystwo Funduszy Inwestycyjnych S.A.
2018 (luty) – zmiana nazwy Pioneer Pekao Towarzystwo Funduszy Inwestycyjnych S.A. na: Pekao Towarzystwo Funduszy Inwestycyjnych S.A. (w skrócie: Pekao TFI S.A.), zmiana nazwy Pioneer Pekao Investment Management S.A. na: Pekao Investment Management S.A. oraz zmiana nazw funduszy inwestycyjnych zarządzanych przez Pekao TFI S.A.
2019 – wprowadzenie do oferty 10 subfunduszy zdefiniowanej daty PPK, utworzenie pierwszego na rynku subfunduszu obligacji samorządowych (Pekao Obligacji Samorządowych)
2021 – utworzenie subfunduszu Pekao Ekologiczny